# Trabucco (Einheit)
Der Trabucco war ein Längenmaß und regionsabhängig von unterschiedlicher Größe. 
Das Maß entsprach immer 6 Piece, dem örtlich gültigen Fuß. Es war dem Klaftermaß ähnlich.
Gleichzeitig war der Trabucco zum Vermessen von Flächen und Körper verwendet worden und zur Unterscheidung wurde er als Flächenmaß mit Quadrat-Tabucco/Trabucco quadrato und bei Körpern Mauer-Trabucco/Trabucco di muro bezeichnet. Der Letztere hatte eine Fläche von einem Trabucco in Länge und Breite, aber die Höhe war nur 10 Once.

## Alessandria (Piemont)
- 1 Piedi = 211,14 Pariser Linie = 0,47630 Meter entspricht 2,8578 Meter für einen Trabucco

## Sizilien
Hier wurde er Trabucco sarda genannt und 
- 1 Trabucco sarda = 12 Palmi = 1396,38 Pariser Linien = 3,15 Meter

Im Vergleich mit dem im Piemont gültigen Maß:  1 zu 1,02187 Trabucco Piemont
Hier gab es auch einen älteren Trabucco, der nur 3,082596 Meter maß.

## Turin  und Mailand
In Turin und Mailand rechnete man nicht mit dem Piede manuale (0,34251 Meter), sondern mit dem älteren Fußmaß Piede liprando und somit hatte
- 1 Trabucco = 6 Piedi liprandi = 3,082596 Meter
- 1 Piedi liprando = 12 Once = 144 Ponti/Punkte = 1728 Atomi = 227,7504 Pariser Linien= 0,51376597 Meter
- 1 Trabucco = 2,61111 Meter[1]
- 1 Mauer-Trabucco = 4,068365 Kubikmeter

## Nizza
- 1 Trabucco quadrato = 12 Palmi quadrati = 10,044 Quadratmeter

## Lugano
Auch im Schweizer Kanton Tessin war das Maß bekannt. Es war von der Elle, dem Brazetto/Braccio, abhängig und das wurde wiederum durch das zu messende Gut bestimmt. Also durch Tuchelle, Seidenelle und ähnliche spezielle Ellenmaße. Andere Quellen rechnen den Brazeti zum Tessiner Fuß mit 0,5 Meter.
- 1 Trabuco = 5 Brazeti = 2,50 Meter

## Padua
- 1 Trabucco = 6 Piedi = 2,837 Meter